# Клатовський канал
Клатовський канал (словац. Klátovský kanál) — канал; впадає в Клатовський рукав, протікає в окрузі Дунайська Стреда.
Довжина приблизно 18.3 км. Витік знаходиться в Дунайській рівнині — з каналу Малиново-Благова. Впадає Старий Клатовський канал.
Протікає територією сіл Горна Потуонь; Орехова Потуонь; Вельке Благово; Відрани; Міхал-на-Острові; Благова; Беллова Весь; Мале Дворники; Дунайський Клатов і міста Дунайська Стреда.